# دوربود
دوربود (به زبان چینی: 杜尔伯特镇)(به مغولی: ᠳᠥᠷᠪᠡᠳ ᠪᠠᠯᠭᠠᠰᠤ) یک شهرک در جمهوری خلق چین است که در شهرستان خودمختار دوربود مغولی، شهر «در سطح ولایت» داچینگ، استان هئی‌لونگ‌جیانگ واقع شده‌است.
تا پیش از ماه مه ۲۰۱۹ میلادی، نام این شهرک، تای‌کانگ (به زبان چینی: 泰康镇، Tàikāng Zhèn)(به مغولی: ᠲᠠᠢ ᠺᠠᠩ ᠪᠠᠯᠭᠠᠰᠤ، tai kaŋ balɣasu) بود.